# فيرتكس للأدوية
فيرتكس للأدوية هي شركة صيدلانية حيوية أمريكية مقرها في بوسطن ، ماساتشوستس. كانت واحدة من أوائل شركات التكنولوجيا الحيوية التي تستخدم إستراتيجية واضحة لتصميم الأدوية العقلاني بدلاً من الكيمياء التوافقية. يحتفظ المركز الرئيسي في جنوب بوسطن، ماساتشوستس، وثلاث منشآت بحثية، في سان دييغو ، كاليفورنيا، وميلتون بارك، بالقرب من أكسفورد ، إنجلترا.